# Jean-Louis Pernin
Jean-Louis Pernin, francoski general, * 21. maj 1882, † 13. januar 1969.